# Rudolf Dilong
Rudolf Dilong (ur. 1 sierpnia 1905 w Trzcianie, zm. 7 kwietnia 1986 w Pittsburgh) – słowacki poeta, publicysta, franciszkanin.
W latach 30. i 40. należał do Katolickiej Moderny, która uwolniła poezję o orientacji katolickiej od teologiczno-moralizatorskiego utylitaryzmu. W swojej twórczości poruszał także tematykę patriotyczną. Od 1945 roku przebywał na emigracji (Europa Zachodnia, Argentyna, Stany Zjednoczone).

## Twórczość
zbiory wierszy
- Slávne na holiach! (1932)
- Helena nosí l’aliu (1935)
- Ja, sv. František (1938)
- Pokora vína (1973)
- Ešte kvietok (1982)

proza
- Cesty vyhnanca (1951)